# Distrito de Tipan
El distrito de Tipan es uno de los catorce que conforman la provincia de Castilla, ubicada en el departamento de Arequipa, en el Sur del Perú.
Desde el punto de vista jerárquico de la Iglesia católica forma parte de la Prelatura de Chuquibamba en la Arquidiócesis de Arequipa.

## Geografía
Ubicado 150 km al noroeste de Arequipa, miembro de la Asociación de Municipalidades de Castilla Media. Forma parte de la comarca de Castilla Media, ubicada entre los 2 000 y los 3000 m s. n. m. y caracterizada por una geografía accidentada con terrenos aprovechables para la agricultura, formados por valles semi-planos creados por el violento declive de la cordillera de los Andes y la erosión de los ríos. 
En los valles interandinos se aprecian terrazas, andenerías, con vertientes de agua que dan inicio a ríos, lugares que cuentan con llanuras de corta extensión adecuadas para la agricultura y ganadería, regadas por las aguas de los deshielos del volcán Coropuna.

## Centros poblados
Situado en el fondo del valle y paralelo a la vía interdistrital, en la parte baja de la subcuenca, posee un clima agradable, lo que se ve reflejado en la actividad principal como es la agropecuaria.
Tiene áreas destinadas a cultivos alternativos como la floricultura.
- Tipan
- Tagre
- Llacmes
- Chupacra
- Paracolca.[3]

## Autoridades

### Municipales
- 2023-2026:
  - Alcalde: Christian Robert Fernandez Julca.
- 2019-2022:
  - Alcalde: Enrique Ninaja Cabrera.

- 2015-2018:
  - Alcalde: Alfredo Fernández Febres.

- 2011-2014[4]
  - Alcalde: Eustacia Janet Arias Cárdenas.

- 2007-2010:
  - Alcalde: Hugo Galo Reymer Fernández.

- 2003-2006:
  - Alcalde: César Octavio Durán Benavides.

## Turismo

### Mirador de Tipancillo
Desde allí se puede ver el valle interandino en su totalidad, como también apreciar el lugar donde se ubican las "Piedras del centro ceremonial de Paranccayoc". Asimismo, podemos apreciar el Volcán Coropuna, que básicamente es la fuente de agua de todos los valles interandinos de la Provincia de Castilla.

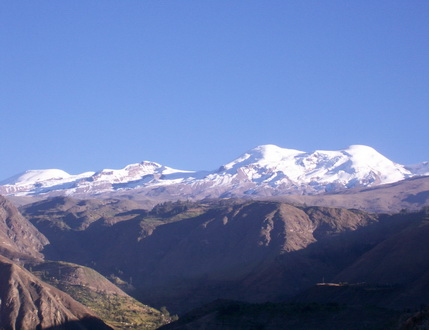
El volcán Coropuna visto desde Tipan.
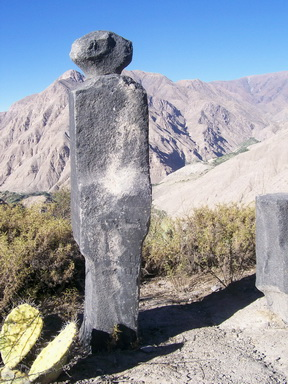
Uno de los monolitos ceremoniales de Paranjáyoc.
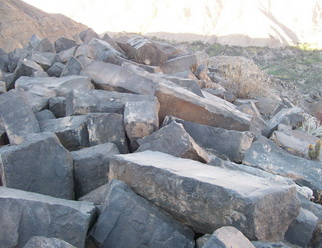
Enigmáticos bloques de piedra abandonados en la cima de una loma en Paranjáyoc.
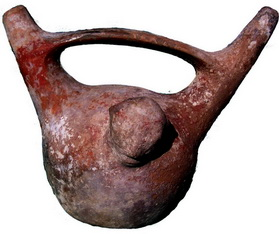
Vasija preincaica tipo asa-puente hallada en Tipan.

## Festividades
- Virgen del Carmen.
- Virgen de la Merced.
- Fiesta de Santa Úrsula: 20 de noviembre.
- Inmaculada Concepción.